# Derek Bailey
Derek Bailey (ur. 29 stycznia 1930 w Sheffield, zm. 25 grudnia 2005 w Londynie) – brytyjski awangardowy gitarzysta jazzowy. Znany ze swoich amelodycznych, atonalnych improwizacji oraz skłonności do eksperymentów. Jest uważany ze jedną z najważniejszych postaci europejskiej sceny jazzu improwizującego i free jazzu, a w późniejszym okresie twórczości do pierwszych znanych muzyków jazzowych współpracujących z DJ-ami i eksperymentujących z elementami drum’n'bassu.

## Życiorys
Bailey urodził się w muzykalnej rodzinie, jego dziadek oraz wujek byli muzykami. W latach 50. zaczął profesjonalnie grać na gitarze, na początku w zespołach grającym raczej muzykę popularną. We wczesnych latach 60. był członkiem jazzowego tria Joseph Holbrooke (nazwanym tak od nazwiska angielskiego kompozytora przełomu XIX i XX wieku), założonego wraz z Tonym Oxleyem i Gavinem Bryarsem. Muzyka tria była sytuowana stylistycznie „pomiędzy późnym Coltrane’em, Billem Evansem, Johnem Cage’em i Karlheinzem Stockhausenem”. W 1966 roku Bailey przeprowadził się do Londynu, gdzie grał m.in. z Evanem Parkerem, Dave’em Hollandem, Kennym Wheelerem czy Johnem Stevensem. Od 1970 do lat 90. nagrywał dla założonego razem z Parkerem i Tonym Oxleyem wydawnictwa Incus. W 1976 roku założył improwizujący projekt-festiwal Company, w którym uczestniczyli m.in. Anthony Braxton i Steve Lacy. W latach 80. i 90. współpracował też z Johnem Zornem, Fredem Frithem, Cecilem Taylorem, Tonym Williamsem i Patem Methenym. Jego ostatnie albumy zostały wydane przez wydawnictwo Zorna, Tzadik.

## Dyskografia
- Karyobin (z SME, Island Records, 1968)
- The Topography of the Lungs (z Hanem Benninkiem i Evanem Parkerem, Incus, 1970)
- The Music Improvisation Company, 1968–1971 (z Music Improvisation Company, Incus, 1971)
- The London Concert (z Evanem Parkerem, Incus, 1971)
- Solo Guitar Volume 1 (Incus, 1971, reedycja 1992)
- Solo Guitar Volume 2 (Incus, 1972)
- First Duo Concert (z Anthonym Braxtonem, Emanem, 1974, reedycja 1996)
- Lot 74 – Solo Improvisations (Incus, 1974)
- Improvisation (Cramps Records, 1975)
- Jesus’ Blood Never Failed Me Yet/The Sinking of the Titanic (z Gavinem Bryarsem i in., Obscure Records, 1975)
- Company 6 & 7 (z Lolem Coxhillem, Hanem Benninkiem, Leo Smithem, Tristanem Honsingerem, Steve’em Beresfordem, Anthonym Braxtonem i in., Incus, 1977, reedycja 1992)
- Drops (z Andreą Centazzo, Inctus, 1977)
- Dart Drug (z Jamiem Muirem, Incus, 1981)
- Aida (Incus, 1982, reedycja Dexter’s Cigar, 1996)
- Cyro (z Cyro Baptistą, Incus, 1982)
- Yankees (z Johnem Zornem i George’em Lewisem, Celluloid / Charly, 1983)
- Figuring (z Barre Phillipsem, Incus, 1987)
- Takes Fakes and Dead She Dances (Incus, 1987)
- Lace (Emanem, 1989)
- Village Life (z Thebe Lipere’em i Louisem Moholo, Incus, 1992)
- Playing (z Johnem Stevensem, Incus, 1992)
- Wireforks (z Henrym Kaiserem, Shanachie/Jazz, 1993)
- Rappin & Tappin (z Willem Gainesem, Incus, 1994)
- Saisoro (z Yoshidą Tatsuya i Masudą Ryuishi, Tzadik, 1995)
- Harras (z Johnem Zornem i Williamem Parkerem, 1995)
- Guitar, Drums ‘n’ Bass (z DJ-em Ninjem, Avant, 1996)
- The Sign Of Four (z Patem Methenym, Greggiem Bendianem, Paulem Wertico, Knitting Factory, 1997)
- llaer (z Ingarem Zachem, SOFA, 2000)
- Barcelona (z Agustim Fernandezem, Hopscotch Records, 2001)
- Ballads (Tzadik, 2002)
- Pieces for Guitar (Tzadik, 2002)
- Limescale (z Tonym Bevanem, Incus, 2002)
- Blemish (z Davidem Sylvianem, Samadhisound, 2003)
- Soshin (z Fredem Frithem i Antoine’em Berthiaume’em, Ambiances Magnetiques, 2003)
- Scale Points On The Fever Curve (z Milo Fine’em, Emanem, 2003)
- The Gospel Record (z Amy Denio, Dennisem Palmerem, Shaking Ray Records, 2005)
- Carpal Tunnel (Tzadik, 2005)
- The Moat Recordings (jako Joseph Holbrooke, Tzadik, 2006)
- To Play (The Blemish Sessions) (Samadhi, 2006)
- Standards (Tzadik, 2007)